# Chutes Puʻukaʻoku
Les chutes Puʻukaʻoku, en anglais Puʻukaʻoku Falls, constituent une chute d'eau de Hawaï, la seconde plus haute des États-Unis après les chutes Oloʻupena et la huitième du monde.

## Caractéristiques
Les chutes Puʻukaʻoku sont situées sur la côte nord-est de l'île de Molokai.
Elles sont constituées de plusieurs sauts. Au total, la chute d'eau mesure 840 mètres de haut.